# 消費者基本法
消費者基本法（しょうひしゃきほんほう、昭和43年5月30日法律第78号）は、消費者と事業者との間の情報の質および量ならびに交渉力等の格差にかんがみ、消費者の利益の擁護および増進に関し、消費者の権利の尊重およびその自立の支援その他の基本理念を定め、国、地方公共団体および事業者の責務等を明らかにするとともに、その施策の基本となる事項を定めることにより、消費者の利益の擁護および増進に関する総合的な施策の推進を図り、もって国民の消費生活の安定および向上を確保することに関する日本の法律である（第1条）。
所管官庁は、消費者庁である。

## 概説
高度経済成長下において顕在化した消費者問題に対応するため、1968年（昭和43年）に消費者を保護するための「消費者保護基本法」が制定された。
その後の社会状況の変化（規制緩和、高度情報通信社会）等にも対応するため、2004年（平成16年）に、消費者がより自立するための支援をする目的に改正され「消費者基本法」となった。消費者の権利、事業主の責務、行政機関の責務等を規定している。

## 構成
- 第1章　総則（第1条～第10条）
- 第2章　基本的施策（第11条～第23条）
- 第3章　行政機関等（第24条～第26条）
- 第4章　消費者政策会議等（第27条～第29条）
- 附則

## 関連法令
- 消費者契約法 - 2000年（平成12年）成立
- 特定商取引に関する法律 - 2000年に訪問販売法を改正